# Ghana en los Juegos Paralímpicos de París 2024
Ghana estuvo representada en los Juegos Paralímpicos de París 2024 por cuatro deportistas, dos hombres y dos mujeres. El equipo paralímpico ghanés no obtuvo ninguna medalla en estos Juegos.